# Hookeria bogotensis
Hookeria bogotensis là một loài Rêu trong họ Hookeriaceae. Loài này được Hampe mô tả khoa học đầu tiên năm 1866.